# Lord Vicar
Lord Vicar est un groupe de doom metal finlandais, originaire de Turku.

## Histoire
Lord Vicar est fondé par le guitariste Kimi Kärki alias Peter Vicar après la séparation de son groupe Reverend Bizarre en 2007. La formation est complétée par le chanteur Christian « Chritus » Linderson, le bassiste Jim Hunter et le batteur Gareth Millstedt. Le premier EP, The Demon of Freedom, enregistré à Londres, Stockholm, Caroline du Nord et Turku, sort en 2008 chez I Hate Records. La même année, ainsi qu'en 2011 et 2016, sortent les albums Fear No Pain, Signs of Osiris et Gates of Flesh. Pendant ce temps, le groupe fait de nombreuses apparitions, notamment au Doom Shall Rise en 2009, Hammer of Doom en 2010 et 2012, au Roadburn Festival en 2012 et au Tuska Open Air Metal Festival en 2016 ou une tournée avec Thronehammer en 2019.

## Discographie
- 2008 : The Demon of Freedom (EP, I Hate Records)
- 2008 : Fear No Pain (album, The Church Within Records)
- 2011 : Lord Vicar / Griftegård (split avec Griftegård, Ván Records)
- 2011 : Lord Vicar / Funeral Circle (split avec Funeral Circle, Eyes Like Snow Records)
- 2011 : Signs of Osiris (album, The Church Within Records)
- 2012 : Lord Vicar / Revelation (split avec Revelation, The Church Within Records)
- 2016 : Gates of Flesh (album, The Church Within Records)
- 2019 : The Black Powder (album, The Church Within Records)

## Source de la traduction
- (de) Cet article est partiellement ou en totalité issu de l’article de Wikipédia en allemand intitulé « Lord Vicar » (voir la liste des auteurs).

1. ↑  Thierry Aznar, Hard Rock & Heavy Metal : 40 années de purgatoire, vol. 2, Camion Blanc, 2014 (ISBN 9782357795419, lire en ligne)
2. ↑  (de) « Lord VIcar & Thronehammer: auf Tour in Deutschland », sur Vampster, 2019 (consulté le 22 septembre 2021)